# 増殖性炎症
増殖性炎症（ぞうしょくせいえんしょう）は、慢性炎症の時に見られる炎症。
組織の線維成分や実質細胞の増殖が多く見られる。炎症の初期から肉芽組織の増殖が強い。
発疹チフスなどで見られる。